# Nogent-sur-Eure
Nogent-sur-Eure är en kommun i departementet Eure-et-Loir i regionen Centre-Val de Loire strax norr om centrala Frankrike. Kommunen ligger i kantonen Illiers-Combray som tillhör arrondissementet Chartres. År 2022 hade Nogent-sur-Eure 502 invånare.

## Befolkningsutveckling
Antalet invånare i kommunen Nogent-sur-Eure
Referens:INSEE